# Millettia
Millettia é um género botânico pertencente à família Fabaceae.

Entre as espécies de Millettia incluem-se:
- Millettia aurea
- Millettia brandisiana
- Millettia bussei
- Millettia capuronii
- Millettia conraui
- Millettia decipiens
- Millettia diptera Gagnep.
- Millettia duchesnei
- Millettia elongistyla
- Millettia eriocarpa
- Millettia galliflagrans
- Millettia grandis – Umzimbeet
- Millettia hitsika
- Millettia lacus-alberti
- Millettia laurentii – Wengé
- Millettia leucantha
- Millettia macrophylla
- Millettia micans
- Millettia mossambicensis
- Millettia nathaliae
- Millettia nigrescens Gagnep.
- Millettia nitida
- Millettia orientalis
- Millettia pachycarpa
- Millettia peguensis
- Millettia pinnata
- Millettia psilopetela
- Millettia pterocarpa
- Millettia pubinervis Kurz
- Millettia puerarioides Prain
- Millettia richardiana
- Millettia rhodantha
- Millettia sacleuxii
- Millettia schliebenii
- Millettia semsei
- Millettia sericantha
- Millettia stuhlmannii
- Millettia sutherlandii
- Millettia taolanaroensis
- Millettia thonningii
- Millettia unifoliata
- Millettia usaramensis
- Millettia utilis
- Millettia warneckei

1. ↑  «Millettia — World Flora Online». www.worldfloraonline.org. Consultado em 19 de agosto de 2020